# Pelin Öztekin

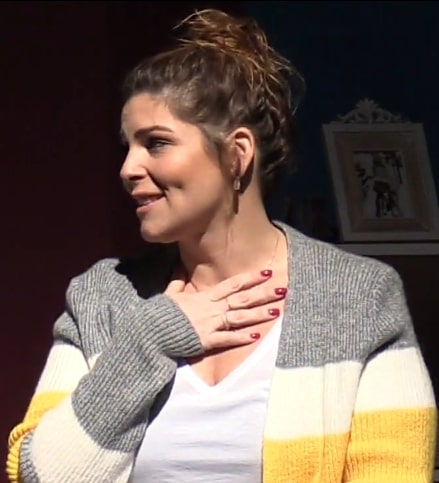
Pelin Öztekin, 2020

Şükran Pelin Öztekin (* 4. Juli 1987 in Kocaeli) ist eine türkische Schauspielerin.

## Biografie
Şükran Pelin Öztekin wurde am 4. Juli 1987 in Kocaeli geboren. Sie ist die Tochter von Rasim Öztekin. Dann besuchte sie die Grund- und Sekundarschule an der Nurettin Teksan Okulu in Fenerbahçe. Ihr Debüt gab sie 2005 in der Fernsehserie Hayat Bilgisi. Danach war sie 2007 in dem Theaterstück Hisseli Harikalar Kumpanyası zu sehen.
2010 trat sie in dem Film Çok Filim Hareketler Bunlar auf. Anschließend nahm Öztekin an der Sendung Benzemez Kimse Sana teil. Unter anderem bekam sie 2018 in der Serie Koca Koca Yalanlar die Hauptrolle. Außerdem spielte sie 2020 in der Serie Çatı Katı Aşk eine Nebenrolle. 2021 starb ihr Vater.

## Filmografie
Filme
- 2009: Neşeli Hayat
- 2010: Çok Filim Hareketler Bunlar
- 2013: İki Kafadar Chinese Connection

Serien
- 2005: Hayat Bilgisi
- 2006: Bir Demet Tiyatro
- 2008: Sınıf
- 2008–2010: Çok Güzel Hareketler Bunlar
- 2012: Benzemez Kimse Sana
- 2013: Doksanlar
- 2015: Zeyrek ile Çeyrek: Bir Ramazan Temaşası
- 2016–2017: Hayat Şarkısı
- 2018: Koca Koca Yalanlar
- 2018: Yuvamdaki Düşman
- 2019: Aşk Ağlatır
- 2020: Çatı Katı Aşk